# Linia kolejowa nr 988
Linia kolejowa nr 988 – pierwszorzędna, jednotorowa, zelektryfikowana linia kolejowa łącząca rozjazd 66 z rozjazdem 112 na stacji Przeworsk.
Linia umożliwia wjazd pociągów na towarową część stacji Przeworsk z kierunku Przemyśla, Medyki oraz Rzeszowa i Stalowej Woli.